# Lorenzo Doveri
Lorenzo Doveri (Pisa, 10 agosto 1799 – Siena, 6 ottobre 1866) è stato un architetto italiano.

## Biografia
Nato a Pisa nel 1799 da Alessandro e Reina di Antonio Martini, seguì le orme paterne dedicandosi all'architettura e all'insegnamento, occupando dal 1828 la cattedra di architettura presso l'Accademia di belle arti di Siena, che aveva già occupato suo padre. La sua attività didattica, che comprendeva corsi di architettura civile, geometria, scienza delle costruzioni, geodesia e scenografia, contribuì a formare una generazione di architetti puristi senesi, tra cui Giuseppe Partini.
Oltre all'insegnamento, Doveri fu membro attivo della Confraternita della Misericordia di Siena, ricoprendo ruoli di rilievo e progettando importanti interventi come l'ampliamento dell'oratorio di Sant'Antonio Abate nel 1836 e il primo nucleo del nuovo cimitero, inaugurato nel 1843, considerato la sua opera architettonica più significativa, caratterizzata da uno stile "greco-romano" e con sezioni sotterranee decorate in stile egizio e greco.
Dal 1848 fu anche architetto dell'Opera del Duomo di Siena, occupandosi di restauri e interventi sul monumento, tra cui il rifacimento del pavimento, la decorazione delle vetrate e il restauro della facciata, lavori portati avanti anche dopo la sua morte da Giuseppe Partini. Tra gli altri progetti, si ricordano il restauro delle torri di Monteriggioni e il disegno della villa della Posta sulla via Cassia.
Morì a Siena il 6 ottobre 1866 e fu sepolto nel cimitero monumentale da lui stesso progettato.